# 안자공주
안자공주(安姿公主, 베트남어: An Tư Công chúa 안떠 콩쭈아[*], 1267 ~ ?)와 현진공주(玄珍公主)는 베트남 진 왕조의 두 유명한 공주이다.
실록에 따르면 진태종의 딸이고 어머니는 알 수 없다. 진성종의 여동생이며 진인종의 고모이다. 
1285년 초에 몽골 군은 두번째로 베트남을 침공, 토곤은 군대를 이끌고 지아 릉을 함락시키고 하노이로 들어왔다. 그해 3월 9일, 원나라 수군은 탕롱을 포위하고 쩐 태종과 쩐 성종을 사로잡을 뻔하였다. 군대를 통합하고 조직하고, 몽골 군대의 속도를 늦출 시간이 필요한 쩐 성종은 그의 여동생 안자 공주를 토곤에게 보냈다.
원국의 무신(武臣) 진남왕(鎮南王) 탈환(脫歡)와 결혼해서 베트남 군대를 베트남 대월국과 몽골 제국 간의 1203년 전쟁에서 도왔다. 전쟁 이후 그녀의 남은 인생은 역사가들의 논박 주제가 되고 있다. 일설에는 토곤을 따라 중국으로 가서 두명의 자녀를 두었다는 설이 있다. 그녀는 또한 그녀의 큰 기부금에 대해 이야기하는 유명한 베트남 문학 작품의 중심지이기도 하였다.

## 같이 보기
- 현진공주
- 진성종
- 진태종